# Cayo Antistio Veto (cónsul 96)
Cayo o Gayo Antistio Veto  fue un senador romano que desarrolló su cursus honorum en la segunda mitad del siglo I. Debía ser hijo de Cayo Antistio Veto, cónsul en 50.

## Carrera política
En 96 alcanzó el honor del consulado, como consul ordinarius, junto con Cayo Manlio Valente.